# Большая Удина
Большая Удина — стратовулкан двухъярусного строения.
Находится в центральной части полуострова Камчатка. Расположен в Ключевской группе вулканов. Входит в восточный вулканический пояс.
Вулкан Большая Удина — конический стройный вулкан, сложен переслаивающимися лавами и пирокластикой андезито-базальтового и андезитового состава с хорошо выраженным кратером на вершине. Кратер вулкана имеет диаметр 400 м, он заполнен ледником. Высота — 2923 м над уровнем моря. Вулканы Большая Удина и Малая Удина являются самыми южными в Ключевской группе вулканов.
Вулкан потухший, дата последнего извержения точно не определена, однако, согласно данным размещённых на вулкане сейсмодатчиков, вулкан просыпается и существует риск извержения (возможно, катастрофического).